# Verzamelde gedichten (J.C. Bloem)
In 1947 verschenen de Verzamelde gedichten van J.C. Bloem bij de uitgeverij van A.A.M. Stols. In 1965 verschenen ze voor het eerst bij uitgeverij Athenaeum - Polak & Van Gennep; in 2002 verscheen een speciale uitgave van de bundel, de zeventiende druk, ter gelegenheid van het 40-jarig bestaan van de laatste uitgeverij, gebaseerd op de wetenschappelijk uitgebrachte editie van diens gedichten uit 1979 van de KNAW.

## Inhoud bundel
In de bundel zijn opgenomen:
- Het verlangen, gedichten (1921)
- Media Vita, gedichten (1931)
- De nederlaag, gedichten (1937)
- Enkele gedichten (1942)
- Sintels (1945)
- Quiet though sad, gedichten (1946)

## Spelling
De spelling is in de verschillende drukken van de Verzamelde gedichten een aantal keren gewijzigd. In 1964 is in de hele bundel de nieuwe spelling van 1953 toegepast. Bij de tiende druk van 1991 is dit ongedaan gemaakt wat betreft de buigings-n, vanwege de klankverandering. Dit had onbedoelde effecten. Voor de rest is sedertdien de voorkeurspelling gehanteerd.
De elisies in de gedichten zijn sinds de tiende druk ook niet meer aangegeven. De lezer dient de hiaten zelf te realiseren, aldus de verantwoording. Verder zijn alleen kleine wijzigingen doorgevoerd. Aan latere drukken werden nog gedichten toegevoegd, zoals het beroemde Insomnia vanaf de 4e druk uit 1953; na 1979 werd de uitgave gebaseerd op de wetenschappelijke uitgave van de KNAW.
Boekenreeksen: Trajectum ad Mosam · To the happy few · Halcyon · Luchtkastelen · Helikonreeks · Orpheus · Atlantis

Tijdschriften: Halcyon · Helikon · De Vrije Bladen (18e jaargang)

Overige uitgaven: Verzamelde gedichten (J.C. Bloem) · Broeder Bernard (P.N. van Eyck) · Hartslag (Morriën) · Landwind (Morriën) · De boodschap van het Wilhelmus · Het exlibris der Nederlandse medici